# アーメラント
アーメラント（オランダ語: Ameland [ˈaːməlɑnt] ( 音声ファイル)、フリジア語：It Amelân）とはオランダのフリースラント州にある基礎自治体（ヘメーンテ）。オランダ北部のワッデン海と北海の間に連なる西フリースラント諸島（ワッデン諸島）のアーメラント島にある。
島のほとんどが砂丘からなっており、潮間帯の湿地と干拓地もある。主要産業は観光業である。島にはサンカノゴイ、セアカモズなどの絶滅危惧種の鳥類の繁殖地があり、豊富な植物相と多様な地衣類がある。2000年に北部はラムサール条約登録地となった。

## 歴史
島の古名アンブラ（Ambla）が最初に登場するのは8世紀である。フリース人族長Ritske Jelmeraが自由領主支配（vrijheerschap）を1424年に宣言するまで、ホラント伯に朝貢していた。 
ホラント伯に朝貢していた時期を含め、フリースラント国と神聖ローマ帝国からも半ば独立した自由領主支配の地位は、領主一族のカミンガ家（Cammingha）が1708年に断絶するまで続いた。その後、フリースラント州総督のオラニエ公が領主となり、1813年のオランダ独立時に、島はオランダに編入された。オランダ歴代国王は、現在までVrijheer van Amelandの称号を保持している。
1940年、ドイツ軍が島に渡り、1時間弱で島はドイツ軍に完全に掌握された。連合国がアーメラントを侵略しないようにするため、限られた軍事配備がされた。ナチス・ドイツが降伏した後一ヶ月、島のドイツ軍は1945年6月2日まで降伏しなかった。

## 地区
アーメラント基礎自治体には次の地区がある。
- バルム（オランダ語版）（Ballum）：基礎自治体の本庁舎所在地区
- ブレン（オランダ語版）（Buren）
- ホルム（オランダ語版）（Hollum）
- ネス（オランダ語版）（Nes）：港がある

## 交通
船
ネス港（Veer Nes Ameland）とドンヘラデールのホルウェート港（Veer Holwerd）の間を、1日5便のフェリーが運航されている。所要時間は45分。
空港
アーメラント空港に旅客便は就航していない。
バス
島内に3路線のバスが運行されている。
- 130系統：港 - ネス - バルム - ホルム：1時間に1本
- 131系統：港 - ネス - ネス・ストランド：夏期のみフェリーの時間とあわせて運行
- 132系統：港 - ネス - ブレン：1時間に1本

港とネスの間は、フェリーが運航される時間のみ運行される。